# YG Entertainment
YG Entertainment ist ein südkoreanisches Unternehmen in der Unterhaltungsbranche und Plattenlabel.

## Geschichte
YG Entertainment wurde 1996 von Yang Hyun-suk und seinem Bruder Yang Min-suk gegründet. Seit Juli 2011 kooperiert die Plattenfirma mit dem japanischen Plattenfirmen-Giganten Avex. Gemeinsam gründeten sie das zu Avex gehörende Sub-Label YGEX. Dieses vermarktet Künstler von YG Entertainment in Japan.
Künstler, die bei YG Entertainment unter Vertrag stehen, zählen aktuell zu den erfolgreichsten Musikern der Welt. Ende 2011 setzte sich Big Bang gegen Lena Meyer-Landrut und Britney Spears durch und gewann einen MTV Europe Music Award als Best Worldwide Act. 2012 gewann Psy mit seinem Youtube-Hit Gangnam-Style einen MTV Europe Music Award für das Beste Video. Seit Veröffentlichung des Musikvideos im Juli 2012 hat der Aktienwert von YG Entertainment um mehr als 50 Prozent zugelegt.
2018 produzierte YG gemeinsam mit Netflix die Webserie YG Future Strategy Office.
Am 14. Juni 2019, nach mehreren öffentlichen Skandalen rund um die Künstler der Agentur, teilte Yang Hyun-suk mit, dass er mit sofortiger Wirkung von all seinen Positionen in der Firma zurücktrete. Kurz darauf trat auch Yang Min-suk als CEO von YG Entertainment zurück. Einige Tage später, am 20. Juni 2019, wurde Hwang Bo-kyung, die bisherige Geschäftsführerin der Agentur, als neuer CEO vorgestellt.

## Künstler
Für das Unternehmen stehen unter anderem folgende Künstler unter Vertrag:

### Musiker
| Boy- und Girlgroups: - Big Bang - Akdong Musician - iKON - Winner - Jinusean - BLACKPINK - Sechskies - Treasure - BabyMonster - 2ne1 | Sub-Units: - GD & TOP - Hi Suhyun - GD X TAEYANG - MOBB | Solomusiker: - Taeyang - G-Dragon - T.O.P - Daesung - Sandara Park - Kang Seung-yoon - ONE - Bobby - Mino - Jennie - Bang Yedam - Rosé - LISA - Jisoo | Produzenten: - Teddy Park - Choice37 - Kang Uk-jin - Perry - AIRPLAY - Lydia Paek - Ham Seung-cheon - Future Bounce - iHwak - Rovin - Millennium (Choi Rae-sung) |

| HIGHGRND: - Hyukoh - Code Kunst (Produzent) - The Black Skirts - Idiotape - Incredivle - Millic (Produzent) - Offonoff - Punchnello | THE BLACK LABEL: - Teddy Park - KUSH - Zion.T - Okasian - Peejay - R.Tee - Seo Won-jin - DRESS - Joe Rhee - 24 - Cawlr - Ella Gross - Jeon So-mi - MEOVV | YGX: - Anda - Blue.D |

### Schauspieler
| - Im Ye-jin - Kim Hee-ae - Jung Hye-young - Choi Ji-woo - Jang Hyun-sung - Seo Jeong-yeon - Cha Seung-won - Kang Dong-won - Kim Hee-jung - Ok Go-woon - Ku Hye-sun - Go Joon-hee - T.O.P - Son Ho-jun - Lee Soo-Hyuk | - Yoo In-na - Oh Sang-jin - Lee Jong-suk - Sandara Park - Kim Sae-ron - Bae Jung-nam - Daesung - Kang Seung-yoon - Kal So-won - Lee Hyun-wook - Lee Sung-kyung - Nam Joo-hyuk - Jung Chan-woo - Park Jae-geun - Jisoo | - Hwang So-hee - Kang Seung-hyun - Jang Ki-yong - Joo Woo-jae - Hwang Seung-un - Jung Yoo-jin - Son Se-bin - Lee Ha-eun - Lee Ho-jung - Kim Jin-woo - Park So-yi - Yamato Kohta (YGEX) - Kansyuji Tamotsu (YGEX) - Hiba Daiki (YGEX) - Tona Ayumi (YGEX) - Inori Kilala (YGEX) |

### Komiker
- Yoo Byung-jae
- Ahn Young-mi

## Ehemalige Künstler
| - 1996–1996: Keep Six - 2002–2004: Park Han-byul - 2003–2004: XO - 2002–2005: Swi.T - 2003–2006: Wheesung - 2003–2007: Big Mama - 2003–2007: Lexy - 2004–2007: Wanted - 2005–2007: SoulStaR - 2005–2008: 45RPM - 2004–2008: Brave Brothers - 2007–2008: Kim Ji-eun - 2003–2008: Stony Skunk - 20??–2011: Jung Sung IL - 2003–2011: Digital Masta | - 2008–2011: YMGA - 2009–2011: Huh E-jae - 2003–2013: Gummy - 2003–2015: Se7en - 2000–2016: Masta Wu - 2009–2016: 2NE1 - 2009–2016: Minzy - 2009–2016: Park Bom - 2009–2019: CL - 2013–2016: BOM&HI - 2014–2016: Nam Tae-hyun - 2014–2017: Stephanie Lee - 2014–2017: Lee Yong-woon - 2010–2018: Psy - 2011–2018: Epik High - 2016–2018: Kang Sung-hoon (Sechskies) - 2006–2019: Seungri - 2011–2019: Lee Hi |